# Morten Sæther
Morten Sæther (Lillehammer, 13 de maig de 1959) va ser un ciclista amateur noruec. Els seus principals èxits foren la medalla de bronze al Campionat del Món de contrarellotge per equips de 1979, i nombrosos campionats nacionals tant en carretera com en pista.
Va quedar quart a la prova en ruta dels Jocs Olímpics de Los Angeles de 1984.

## Palmarès en carretera
- 1978
  -  Campió de Noruega en contrarellotge per equips
- 1979
  -  Campió de Noruega en contrarellotge per equips
  - 1r al Tour de Berlín
  - 1r a la Roserittet
- 1980
  - Vencedor d'una etapa a la Volta a Àustria
- 1981
  -  Campió de Noruega en ruta
  -  Campió de Noruega en contrarellotge
  -  Campió de Noruega en contrarellotge per equips
  - 1r al Gran Premi Palio del Recioto
- 1982
  -  Campió de Noruega en contrarellotge per equips
- 1983
  -  Campió de Noruega en ruta
  -  Campió de Noruega en contrarellotge
  -  Campió de Noruega en contrarellotge per equips
- 1983
  - 1r al Tour de Berlín
  - Vencedor d'una etapa a la Volta a Suècia
- 1987
  -  Campió de Noruega en contrarellotge
  -  Campió de Noruega en contrarellotge per equips
  - Vencedor d'una etapa a la Cursa de la Pau

## Palmarès en pista
- 1980
  -  Campió de Noruega en persecució per equips
- 1983
  -  Campió de Noruega en persecució